# Dorfkirche Tanne

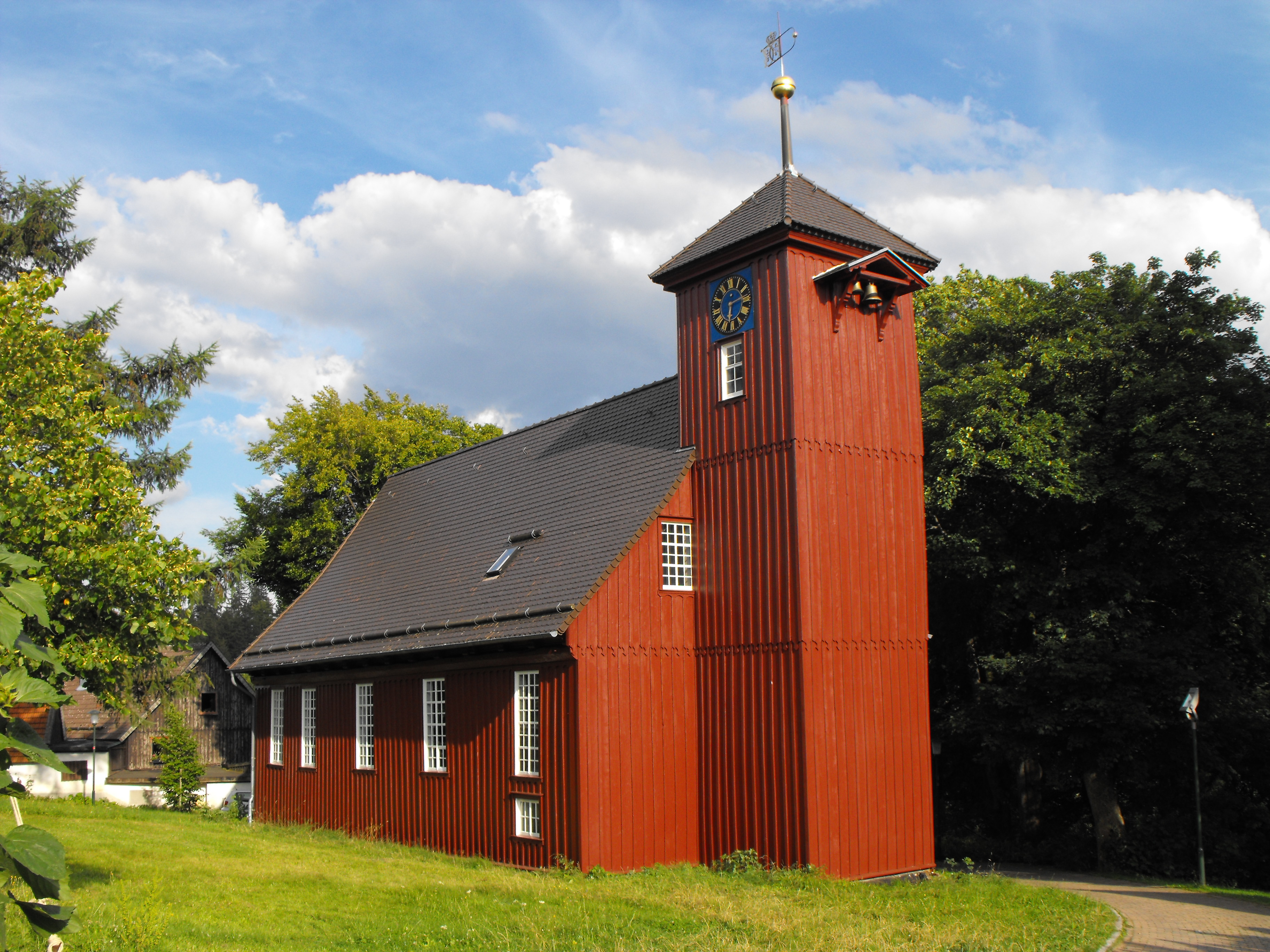
Dorfkirche Tanne/Harz

Die Dorfkirche Tanne ist die evangelisch-lutherische Kirche des zur Stadt Oberharz am Brocken gehörenden Ortes Tanne im Harz in Sachsen-Anhalt. Die Kirche gehört zur Evangelisch-lutherischen Landeskirche in Braunschweig.

## Baugeschichte
Die heutige Kirche wurde vermutlich am Standort einer schon 1593 erwähnten Kapelle errichtet. Auftraggeber für den Neubau waren Gabriel Bernhard Walther, der Oberfaktor der Tanner Hütte und dessen Ehefrau Barbara Sophia geb. von Windheim. Mit dem Bau der kleinen Saalkirche wurde 1693 begonnen und 1698 konnte das Bauwerk fertiggestellt werden. Die Kirche ist damit das älteste Kirchengebäude in der Stadt Oberharz am Brocken. Es handelt sich um eine barocke Holzkirche. In den Jahren 2010 bis 2019 wurde das Kirchengebäude umfassend restauriert.

## Ausstattung
Der Kirchturm (an der Westseite) beherbergt das mechanische Uhrwerk der Firma J. F. Weule aus dem Jahr 1890 und das dazugehörende Schlagwerk mit zwei Bronzeglocken. Seit einigen Jahren wird die Turmuhr elektrisch betrieben.
Der Innenraum der Kirche ist schlicht gehalten. An der Westseite befinden sich zwei Emporen, auf der oberen Empore steht die Orgel. Im Chorabschluss an der Ostseite befindet sich der Kanzelaltar. In seiner aktuellen Gestaltung stammt er aus der Zeit um 1830, wobei die Kanzel noch ganz in barocken Formen gestaltet ist. Über der Kanzel hängt ein spätgotischer Flügelaltar aus der Zeit um 1520. Der ganze Kirchenraum wird von einem hölzernen Tonnengewölbe überwölbt.

## Geläut
Kurz nach dem Bau der Kirche wurden 1704 zwei Glocken aus der Glockengießerei Meyer in Braunschweig im Kirchturm eingebaut. Die Größere der beiden Glocken ist 1799 gesprungen und wurde neu gegossen. Um 1825 war der Kirchturm durch Witterungseinflüsse instabil geworden. Bei der Generalsanierung der Kirche 1830 wurden die Glocken daher aus dem Turm entfernt und später in einem freistehenden Glockenhaus neben der Kirche untergebracht. Der heutige Bau stammt aus dem Jahr 1832. Das Geläut besteht aktuell aus 2 Gussstahlglocken von 1922 und 1959. Die ursprünglichen, zwischen 1853 und 1856 gegossenen Bronzeglocken aus der Gießerei Carl Stützer in Benneckenstein, wurden 1917 und 1943 zu Kriegszwecken eingeschmolzen.

## Orgel

Orgel auf der Empore

Die erste Orgel wurde bereits 1706 auf der oberen Empore eingebaut. Der Erbauer war Abraham Sidekum aus Helmstedt. Die gegenwärtige Orgel stammt aus dem Jahre 1893 und ist ein Werk des Orgelbauers Robert Knauf. Sie verfügt über 14 Register auf zwei Manualen und Pedal. Die letzte Überholung fand schrittweise von 2006 bis 2025 statt.
Am 17. Mai 2025 wurde die Orgel offiziell wieder eingeweiht.